# Le Secret de Moonacre
Pour plus de détails, voir Fiche technique et Distribution.
Le Secret de Moonacre (The Secret of Moonacre) est un film de fantasy, réalisé par Gábor Csupó, sorti en 2008. Il est adapté du roman Le Cheval d'argent d'Elizabeth Goudge, sorti en 1946.

## Synopsis
À l'époque victorienne, Maria Merryweather, une jeune orpheline ayant perdu récemment son père part vivre chez son oncle Sir Benjamin Merryweather, accompagnée de sa gouvernante : Miss Héliotrope. La vie dans son manoir n'est pas des plus sympathiques et son oncle lui fait bien comprendre qu'elle n'est pas la bienvenue. De plus, d'anciennes haines entre sa famille et les De Noir, une famille habitant dans la forêt pas loin du manoir, resurgissent en même temps que la terrible malédiction qui pèse sur les deux lignées. Cependant, Maria apprend qu'elle est porteuse de la seule solution capable de sauver cette contrée de la malédiction, mais le temps est limité : elle n'a que jusqu'à la 5000e lune pour tenter de résoudre cette énigme dont elle va avoir connaissance petit à petit.

## Fiche technique
Sauf indication contraire, les informations mentionnées dans cette section peuvent être confirmées par la base de données cinématographiques IMDb,  présente dans la section « Liens externes ».
- Titre : Le Secret de Moonacre
- Titre original : The Secret of Moonacre
- Réalisation : Gábor Csupó
- Scénario : Graham Alborough, Lucy Shuttleworth, d'après le roman d'Elizabeth Goudge, Le Cheval d'argent.
- Casting : Celestia Fox
- Direction artistique : Mónika Esztán, Gary Jopling, Gabriella Simon
- Décors : Zoltán Horváth, Kay McGlone
- Costumes : Beatrix Aruna, Pasztor
- Maquillage : Lynda Armstrong
- Montage : Julian Rodd
- Musique : Christian Henson
- Photographie : David Eggby
- Production : Michael Cowan, Meredith Garlick, Samuel Hadida, Monica Penders, Jason Piette
- Sociétés de production : Forgan-Smith Entertainment, Eurofilm Stúdió, Grand Allure Entertainment, Metropolitan Filmexport, Sensible Films, South Pacific Pictures, Spice Factory, The Australian Film Commission, UK Film Council
- Sociétés de distribution : Entertainment One, Hungaricom Kft, Metropolitan Filmexport, Warner Bros.
- Sociétés d'effets spéciaux : Baseblack
- Budget de production : 32 000 000 $
- Pays de production :  Australie,  États-Unis,  France,  Hongrie,  Nouvelle-Zélande,  Royaume-Uni
- Langue : anglais
- Format : couleur - 2,35:1 - DTS / Dolby Digital - 35 mm
- Genre : aventures, fantasy, romance
- Durée : 103 minutes
- Dates de sortie en salles : 
  - France : 13 mai 2009
  - États-Unis : 12 août 2010
  - Royaume-Uni : 6 février 2009

## Distribution
- Dakota Blue Richards (VF : Camille Donda) : Maria Merryweather
- Juliet Stevenson (VF : Josiane Pinson) : Miss Heliotrope
- Tim Curry (VF : Vincent Grass) : Cœur De Noir
- Tamás Tóth : Vicar
- Augustus Prew (VF : Brice Ournac) : Robin De Noir
- György Szathmári : l'avocat
- Natascha McElhone (VF : Déborah Perret) : Loveday
- Ioan Gruffudd : Sir Benjamin Merryweather / Sir Wrolf Merryweather
- George Mendel : le prêtre
- Michael Webber : Digweed
- Szabolcs Csák : Henry